# کافمن (میزوری)
کافمن (به انگلیسی: Coffman) یک منطقهٔ مسکونی در ایالات متحده آمریکا است که در شهرستان استی جنویو، میزوری واقع شده‌است. کافمن ۲۳۸ متر بالاتر از سطح دریا واقع شده‌است.